# John Creswell
Pour les articles homonymes, voir Creswell.
John Andrew Jackson Creswell, né le 18 novembre 1828 à Creswell Ferry (de nos jours Port Deposit, Maryland) et mort le 23 décembre 1891 à Elkton (Maryland), est un homme politique américain. Membre du Parti whig puis du Parti républicain, il est représentant du Maryland entre 1863 et 1865, sénateur du même État entre 1865 et 1867 puis Postmaster General des États-Unis entre 1869 et 1874 dans l'administration du président Ulysses S. Grant.

## Sources
- (en) Cet article est partiellement ou en totalité issu de l’article de Wikipédia en anglais intitulé « John Creswell » (voir la liste des auteurs).